# Tills döden skiljer oss åt (1986)
Tills döden skiljer oss åt (engelska: Vanishing act) är en amerikansk långfilm från 1986 i regi av David Greene, med Mike Farrell, Margot Kidder, Fred Gwynne och Graham Jarvis i rollerna. Filmen är baserad på Robert Thomas pjäs Trap for a Single Man.

## Handling
En nygift kvinna försvinner. När hon återvänder förnekar mannen att det är hans fru.

## Om filmen
Filmen är inspelad i Banff nationalpark, Kanada och hade premiär i USA den 4 maj 1986.

## Rollista
| Mike Farrell  | – Harry Kenyon       |
| Margot Kidder | – Chris Kenyon       |
| Fred Gwynne   | – Fader Macklin      |
| Graham Jarvis | – Doktor DeMarco     |
| Elliott Gould | – Löjtnant Rudameyer |